# Демков Артем Дем'янович
Артем Дем'янович Демков (біл. Арцём Дзям'янавіч Дзямко; народився 16 вересня 1989 у м. Мінську, СРСР) — білоруський хокеїст, правий нападник. Виступає за «Шахтар» (Солігорськ) у Білоруській Екстралізі.
Виступав за «Юніор» (Мінськ), «Юність» (Мінськ), «Кейп-Бретон Срімінг-Іглз» (QMJHL), «Акаді-Батурст Тайтен» (QMJHL), «Динамо» (Мінськ).
У складі національної збірної Білорусі учасник чемпіонатів світу 2011. У складі молодіжної збірної Білорусі учасник чемпіонатів світу 2008 (дивізіон I) і 2009 (дивізіон I). У складі юніорської збірної Білорусі учасник чемпіонатів світу 2006 і 2007 (дивізіон I).
Срібний призер чемпіонату Білорусі (2010). Володар Кубка Шпенглера (2009).